# Békéssámson
Békéssámson is een plaats (község) en gemeente in het Hongaarse comitaat Békés. Békéssámson telt 2627 inwoners (2001).